# Hyphydrus silfverbergi
Hyphydrus silfverbergi är en skalbaggsart som beskrevs av Olof Biström 1982. Hyphydrus silfverbergi ingår i släktet Hyphydrus och familjen dykare. Inga underarter finns listade i Catalogue of Life.